# Gottfried Silbermann
Johann Gottfried Silbermann (Kleinbobritzsch, 14 gennaio 1683 – Dresda, 4 agosto 1753) è stato un organaro tedesco, uno dei più illustri del Settecento.

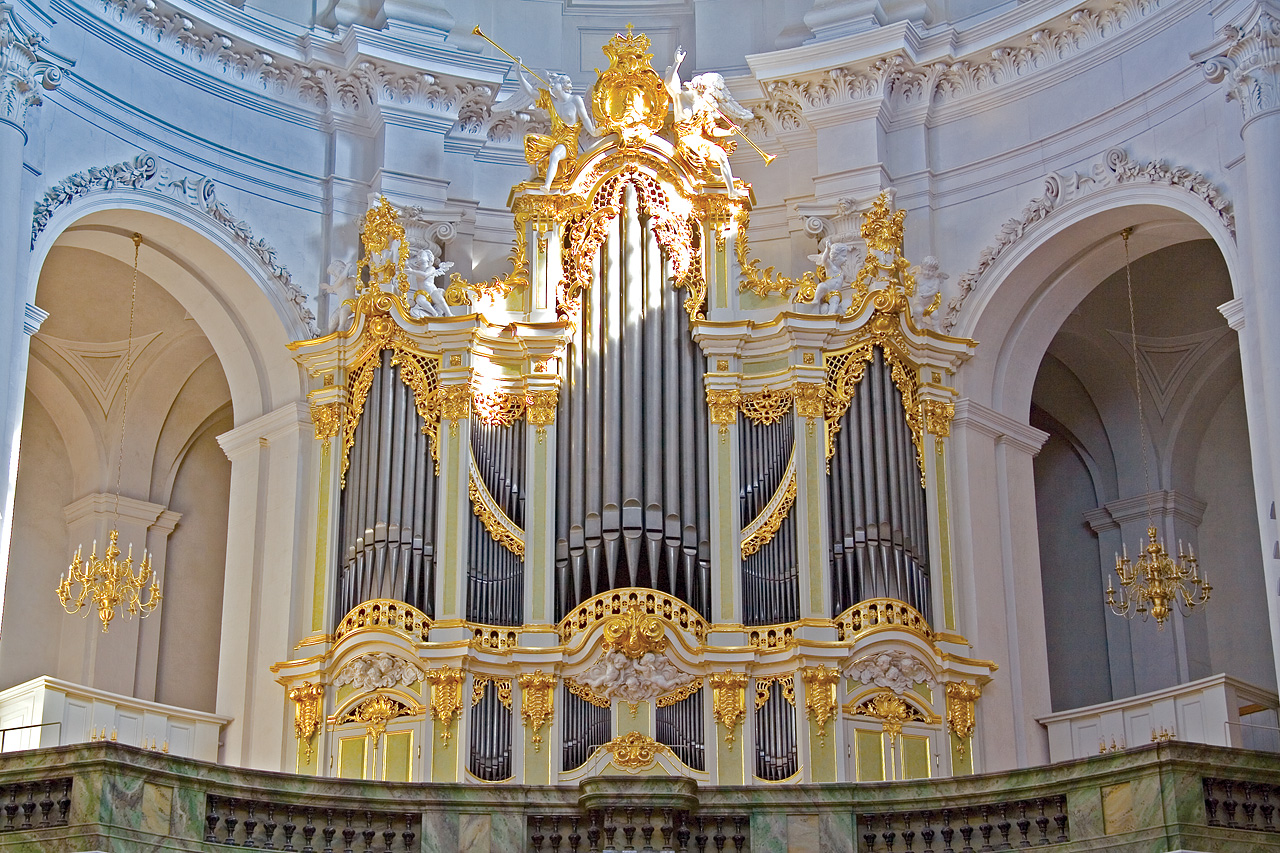
L'organo della Cattedrale della Santissima Trinità a Dresda

Il padre, Michael Silbermann, era un maestro carpentiere e probabilmente anche Gottfried svolse per qualche tempo questa attività (che ad ogni modo gli fu proficua per la futura attività), prima di trasferirsi, nel 1701, a Strasburgo, dove apprese dal fratello Andreas l'arte della costruzione degli organi facendo poi insieme a lui apprendistato a Parigi (1704-1706), presso il celebre costruttore François Thierry, organaro del Re di Francia. Come maestro organaro ritornò nuovamente in Sassonia nel 1710 dopo aver strategicamente diviso con il fratello gli àmbiti territoriali d'interesse commerciale onde evitare concorrenza tra familiari: Andreas Silbermann sarebbe rimasto in Alsazia a costruire splendidi organi di fattura classica francese, mentre Gottfried sarebbe tornato in Sassonia per costruire organi di fonica germanica.
L'anno successivo, inaugurò ufficialmente la propria azienda a Freiberg (Sassonia), dove il Sovrintendente Christian Lehmann fu tra i massimi promotori dell'opera dei Silbermann. Prima grande opera affidata alla nuova azienda fu il cosiddetto "Grand'Organo" della Cattedrale di Santa Maria a Freiberg, nel 1714.
G. Silbermann morì a Dresda nel 1753, probabilmente a causa di un'intossicazione da vernice, mentre stava lavorando alle rifiniture dell'organo della Hofkirche.

## Gli organi di Gottfried Silbermann

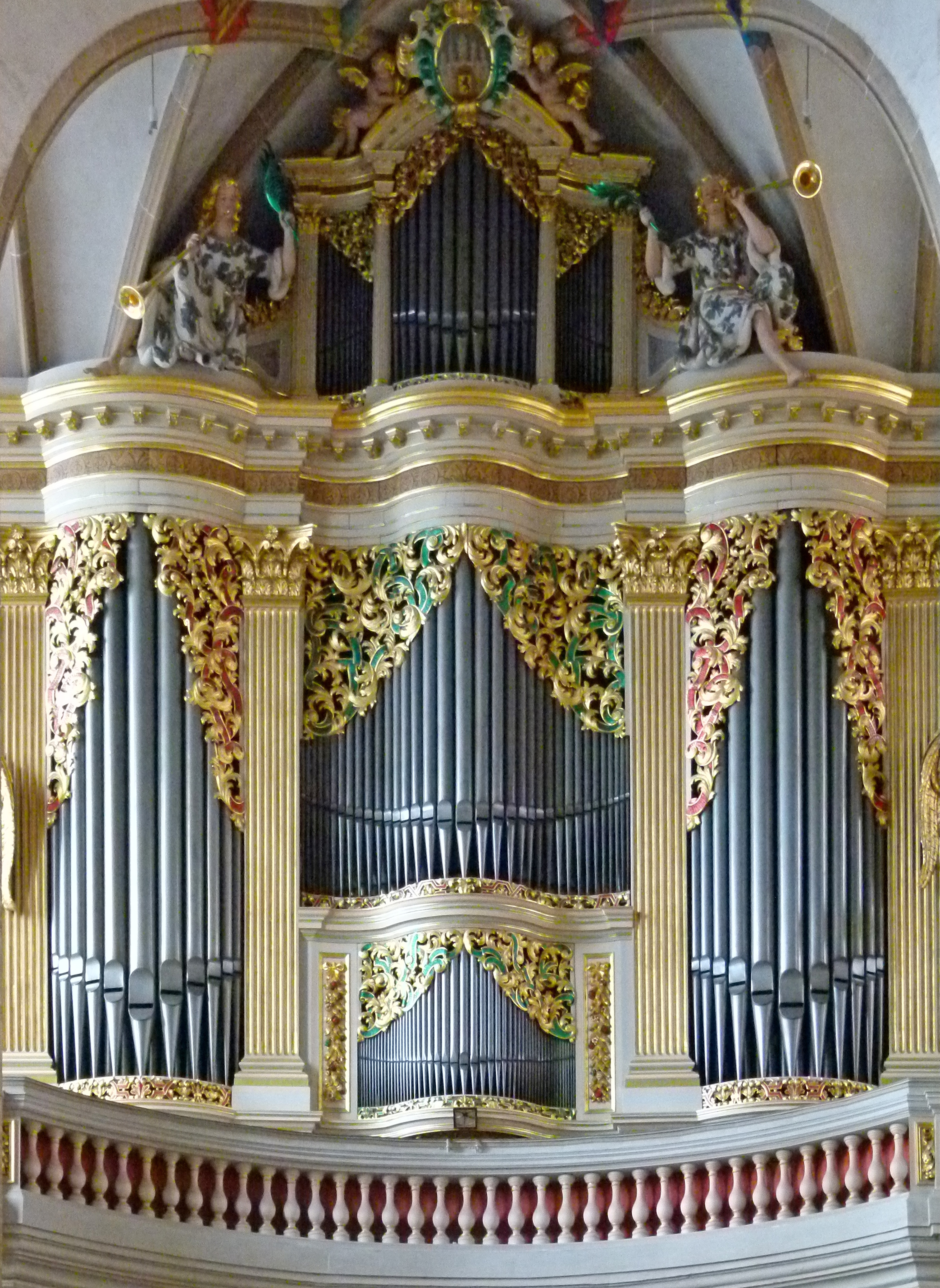
L'organo del Duomo di Freiberg

Gli organi costruiti dai fratelli Silbermann mostrano un chiaro stile distintivo in qualità musicali e di architettura. Gottfried Silbermann non cambiò mai il proprio stile: la sua abilità nel guadagnare forti somme di denaro con la costruzione di organi fu rimarchevole, lasciandolo alla fine della propria vita ricco e pieno di risorse. Peraltro le sue operazioni economiche e la lenta consolidazione delle sue posizioni, crearono un vero e proprio monopolio nella professione.
Creò circa 50 organi, 29 dei quali si trovano ancora oggi in Sassonia, con rappresentanti di primo piano come quello della Hofkirche di Dresda il quale, assieme a quello della Cattedrale di Freiberg, rappresentano i suoi pezzi migliori; quest'ultimo, nello specifico, dispone di 3 manuali e 41 registri divisi in Oberwerk, Hauptwerk, Brustwerk e Pedal.

### Caratteristiche
- Utilizzo di metodi di fabbricazione seriali e protoindustriali, con quattro modelli standardizzati di organi (mai più di tre tastiere per quelli più grandi) destinati a tre principali committenze: "villaggi", "piccole città", "grandi città";
- Organi di dimensioni non monumentali (se paragonate ai contemporanei e ai predecessori) ispirati a criteri di massima praticità ed economia, con una varietà discreta ma tradizionale di registri;
- Utilizzo tradizionale dell'"ottava corta" e dell'antica accordatura mesotonica a 1/4 di comma per tutti i suoi organi, arrivando al massimo a "temperarli" in età matura a 1/6 di comma sintonico in seguito a critiche e pressioni di musicisti, in primis J. S. Bach;
- Poche ance per limitare gli interventi d'accordatura all'organista e utilizzo di materiali di primissima scelta per evitare manutenzioni all'organaro. La committenza con cui G. Silbermann aveva a che fare non era quella dei mecenati delle ricche città olandesi o del nord della Germania ma quella dei litigiosi ed esigenti consigli municipali delle piccole città e dei villaggi sassoni, in difficoltà economiche seguite alla lunga Guerra dei Trent'anni;
- Le mostre degli organi di G. Silbermann sono prive dei caratteristici elementi triangolari e delle tourelles dell'organaria francese, germanica e fiamminga. Sono invece sviluppate generalmente "all'italiana", su tre campate con disposizione centrale delle canne maggiori: "a cuspide" o "a cuspide con ali". Per gli strumenti più piccoli anche un'unica campata "a cuspide". Assai probabile l'influenza dell'organaro italo-tedesco Eugenio Casparini (1623-1706) che fu maestro del fratello Andreas dal 1697 al 1699;
- Costruzione unitaria, razionale, ravvicinata della cassa e delle meccaniche evitando sistematicamente l'utilizzo del "positivo tergale" (Ruckpositiv) e delle torri separate delle canne del pedale (disposizione "amburghese"), elementi tipici dell'organaria nordgermanica e fiamminga. Sempre ispirato da criteri di massima economia e praticità, risparmiando anche sui costi della manodopera impiegata, G. Silbermann disponeva inoltre somieri multipli di dimensioni relativamente ridotte (max. 150 cm X 70 cm trasportabili da non più di due lavoranti), "spezzati" o collocati in serie, dietro (Hinterwerk) i corpi fonici principali di mostra (Vorwerk). In particolare, il positivo tergale è sempre sostituito da un "positivo di petto" (Brustwerk) situato in posizione centrale, immediatamente sopra la consolle oppure dietro (Hinterpositiv) il nucleo fonico principale del Grand'Organo (Hauptwerk); mentre le grandi canne di basseria dei solitamente pochi registri del pedale sono collocate in fondo alla cassa (Hinterpedal) oppure appena fuori la cassa con tutta la manticeria. I mantici sono sempre posti all'esterno dell'organo. Queste soluzioni, insieme alla disposizione centrale e decrescente delle canne più grandi sui somieri, permettevano una migliore distribuzione dell'aria risolvendo tre noti problemi di molti organi antichi (e non solo): 1) La "caduta di vento" causa l'eccessivo pescaggio dell'aria una volta suonati accordi con registri e note corrispondenti alle canne di grandi diametri; 2) il "ritardo" di attacco, per i medesimi motivi, delle canne maggiori rispetto a quelle più piccole poiché le prime solitamente posizionate alle estremità di somieri troppo estesi o comunque sottoalimentati; 3) l'entrata "in risonanza" dei mantici collocati all'interno, alla base della cassa dell'organo, con le vibrazioni emesse dalle canne causa di oscillazioni e fastidiose instabilità dei suoni emessi.

Nuove possibilità virtuosistiche erano così consentite sia alle tastiere che al pedale, giustificando l'apprezzamento per gli organi di G. Silbermann da parte di J.S. Bach;
- Per gli standard dell'arte organaria dei suoi tempi, pressioni di esercizio dell'aria molto elevate (95–99 mm in colonna d'acqua per i manuali e fino a 110 mm al pedale!) anche per i suoi strumenti più piccoli. I cantori lamentavano sovente l'eccessiva potenza dei suoi organi capaci di sovrastare il canto dell'assemblea e dei solisti. G. Silbermann, invece, pubblicizzava come "marchio di fabbrica" questa caratteristica, chiedendo espressamente alle varie committenze di provare i suoi strumenti in chiese affollate e rumorose;
- l'uso di canne resistenti, con lastre generosamente spessorate in lega ad alta percentuale di stagno, in particolare per i registri della famiglia dei "principali";
- Utilizzo di solido legno di quercia oltre che per i somieri e la carpenteria anche per le meccaniche e le canne di legno;
- Primi casi di moderna intonazione "a piede chiuso" per alcuni registri labiali con predilezione per il secondo armonico e diametri delle canne standard, sempre identici in ogni strumento. Tagli alti delle bocche con proporzioni della scalatura dei diagrammi che fanno di Silbermann il precursore delle normal mensuren (misure normali) dell'arte organaria ottocentesca e tardoromantica;
- Terze rigorosamente separate dalle file di "Ripieno" (Mixtur) su ogni tastiera per comporre liberamente registri di Sesquialtera;
- Ripieni "alla francese" dalla timbrica bilanciata, non troppo brillante, basati esclusivamente su quinte "morbide" ed ottave, seguiti da Cimbeln (Ripieni acuti) che in G. Silbermann raddoppiano semplicemente, con i medesimi ritornelli, le ultime file acute della Mixtur. Questo contribuisce in maniera decisiva al caratteristico "suono d'argento" di tutti i suoi organi che li distingue sia dalle sonorità scintillanti e "aspre" delle tradizioni della Germania del Nord (Rauschpfeiffen, Scharffzimbeln), che da quelle più chiuse, "nasali", della Germania centrale e del Sud (Terzmixturen);
- Presenza nei manuali di registri di mutazione di Cornet dai diagrammi larghi e di un'unica ancia di Trompette, tutti di fattura "classica" francese. Anche il solitamente presente registro ad ancia della Vox Humana si discosta dai diagrammi e dalle caratteristiche germaniche in favore di quelle della più delicata Voix Humaine francese;
- Assenza per tutti i suoi organi del consueto accoppiamento del pedale alle tastiere (Hakenkoppel). Per alcuni dei suoi strumenti più grandi (Dresda-Hofkirche e Frauenkirche; Friburgo-Petrikirche) troviamo solamente una "trasmissione" meccanica dei tasti del pedale denominata Bass ventil, collegata a un doppio ventilabro in corrispondenza delle note del registro di Fagotto, in fondo, sotto il somiere dello Hauptwerk. Soluzione, questa, in verità non particolarmente riuscita e funzionale. Per tutti i manuali è invece presente l'accoppiamento "a cassetto" (Schiebekoppel) tipico dell'organaria francese e, più in generale, dei clavicembali.

## Silbermann e il pianoforte

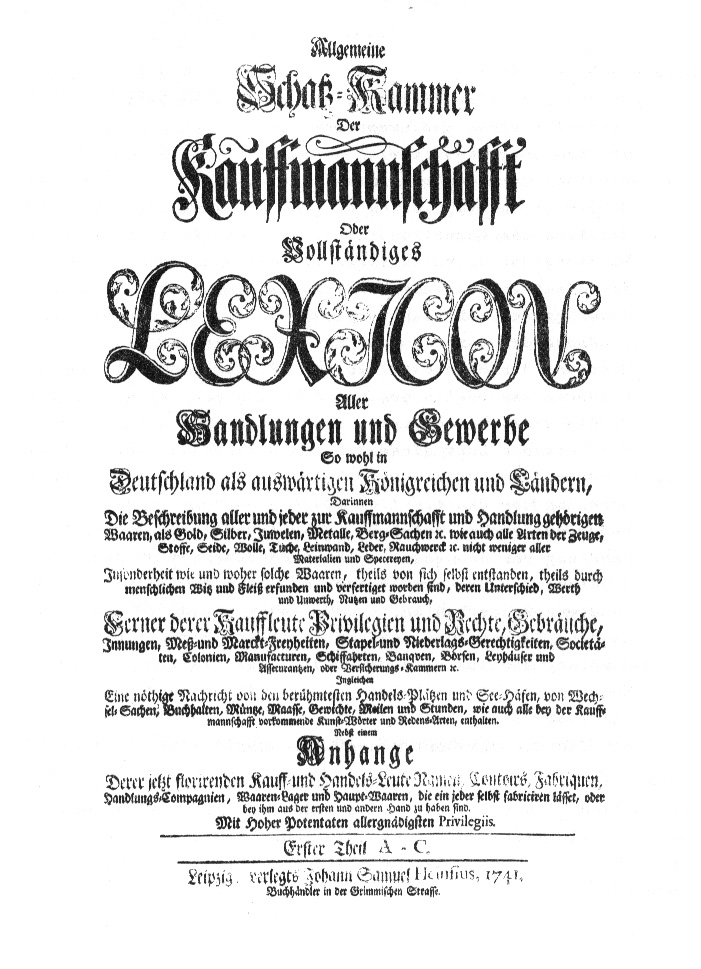
Copertina del "Lessico Universale" di Johann Heinrich Zedler

Silbermann fu anche una figura centrale nella storia dell'evoluzione del pianoforte. Egli trasmise ai successivi costruttori dello strumento le idee cruciali di Bartolomeo Cristofori (inventore del pianoforte), inventando anche personalmente l'uso dei pedali.
Tracce della sua opera si trovano nel "Lessico Universale" di Johann Heinrich Zedler, il quale indica Silbermann come il primo costruttore di un pianoforte di concezione moderna, nel 1732, dopo un solo anno dalla morte di Cristofori. Nel 1709, Scipione Maffei fece delle ricerche sull'origine del pianoforte come strumento e pubblicò un'intervista con Cristofori, pubblicata su un giornale italiano nel 1711. Nel 1725, questo articolo venne tradotto in tedesco dal poeta di corte di Dresda, Johann Ulrich König.
Ad ogni modo, Silbermann si adoperò nel proprio operato per copiare scrupolosamente l'azione complessa degli ultimi strumenti di Cristofori. Silbermann replicò inoltre un'altra famosa opera di Cristofori, la progettazione della tastiera, riuscendo nell'operato grazie al proprio apprendistato anche come costruttore di clavicembali.
Negli anni quaranta del XVIII secolo il Re Federico II di Prussia divenne uno dei maggiori patrocinatori dei pianoforti Silbermann e ne comprò un numero notevole (nei primi decenni del XIX secolo il musicologo Johann Nikolaus Forkel riteneva fossero 15, ma Stewart Pollens, in studi successivi, indicherà numeri ancora maggiori). Ancora oggi due pianoforti Silbermann si trovano nel palazzo di Federico a Potsdam. Nel 2020 Paul McNulty ha costruito una copia di uno strumento di Gottfried Silbermann del 1749 per Malcolm Bilson.

## L'invenzione del meccanismo per alzare gli smorzi

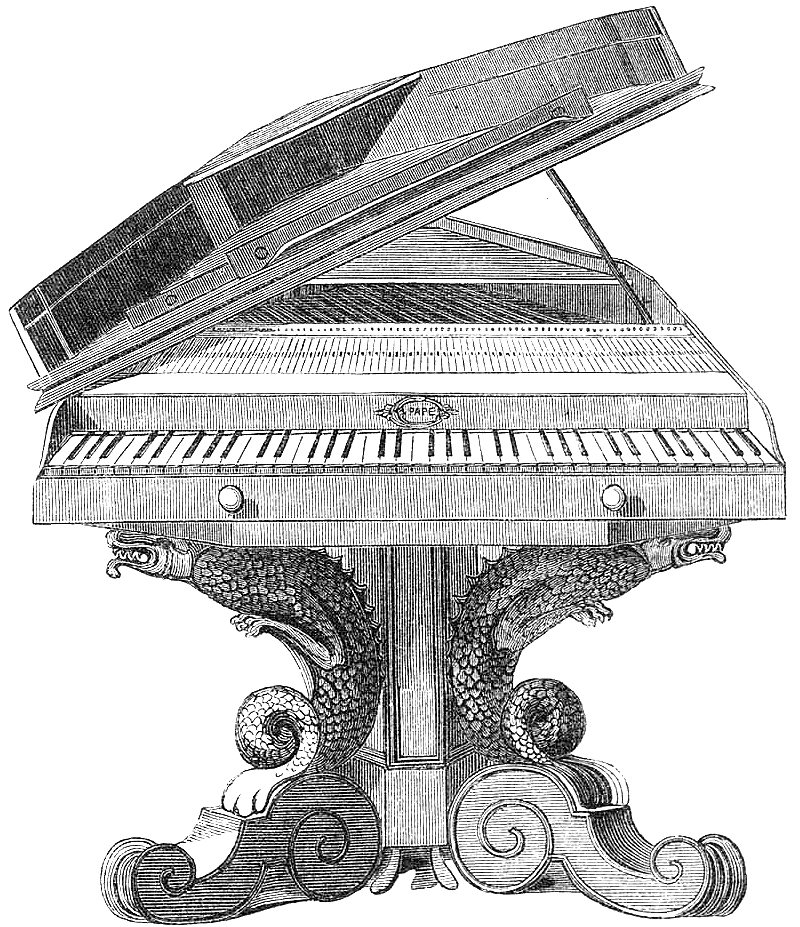
Pianoforte settecentesco con la pedaliera di Silbermann

Silbermann fu l'inventore di una caratteristica tipica dei pianoforti moderni, ovvero la possibilità di alzare gli smorzatori per far vibrare le corde liberamente. Esso consiste in un pedale che aziona un meccanismo che alza gli smorzatori. L'iniziale progetto di Silbermann, però consisteva non in un pedale, ma in due leve manuali ai lati della tastiera che alzavano gli smorzatori dei bassi (sinistra) o soprani (destra), caratteristica che però richiedeva che il musicista utilizzasse una o due mani per azionare il meccanismo, interrompendo la propria funzione sulla tastiera.
Il progetto di Silbermann consisteva poi di gestire separatamente i toni alti da quelli bassi, fatto che oggi è stato possibile attuare grazie alle invenzioni di Luigi Borgato che ha introdotto il quarto e il quinto pedale nella consolle del pianoforte.

## Silbermann e Bach
Il rapporto tra Silbermann e Bach ci viene narrato da un contemporaneo del XVIII secolo, il musicista tedesco Johann Friedrich Agricola. Dopo aver completato due pianoforti, riporta l'Agricola, Silbermann li sottopose a Bach il quale replicò criticamente dicendo che il loro tono espressivo era debole e che i tasti si dimostravano eccessivamente duri da suonare, il che poteva rendere disagevole il lavoro del musicista. Silbermann, che solitamente non era favorevole alle critiche, pare che ad ogni modo abbia apportato le modifiche suggerite da Bach e che i suoi successivi pianoforti avessero goduto della piena approvazione del compositore tedesco, il quale si pose addirittura come intermediario per la vendita dei pianoforti prodotti da Silbermann, firmando un regolare contratto datato 8 maggio 1749. Tuttavia è significativo il fatto che Bach non scrisse mai per pianoforte, continuando a preferire, dal canto suo, il clavicembalo.

## Gli allievi di Silbermann
Silbermann ebbe tra i continuatori della sua opera, alcune personalità rilevanti della costruzione di strumenti nei secoli successivi. Suo nipote ed allievo Johann Andreas Silbermann, fu maestro di Johann Andreas Stein, che perfezionò la cosiddetta "Azione viennese", fondando le basi per i pianoforti su cui operarono musicisti come Haydn, Mozart o Beethoven.
Altro gruppo di allievi di Silbermann fu il cosiddetto "dei dodici apostoli". Questi costruttori lasciarono la Germania durante il caos creato dalla Guerra dei Sette anni (1756-1763), migrando in Inghilterra, dove la prosperità economica garantì loro nuovi sbocchi commerciali.